# Борковское сельское поселение (Шиловский район)
Борковское се́льское поселе́ние — муниципальное образование в Шиловском районе Рязанской области Российской Федерации. Административный центр — село Борки.

## Географическое положение
Борковское сельское поселение расположено на севере Шиловского муниципального района Рязанской области. Борковское сельское поселение граничит на севере — с землями Ерахтурского сельского поселения, на западе — с территорией Спасского муниципального района, на юге — с землями Тырновского сельского поселения, на востоке — с землями Занино-Починковского сельского поселения.
Площадь Борковского сельского поселения — 77,80 км².

## Климат и природные ресурсы
Климат Борковского сельского поселения умеренно континентальный с умеренно-холодной зимой и теплым летом. Осадки в течение года распределяются неравномерно.
Водные ресурсы представлены наличием рек Оки, Мышцы и Торты; имеются болота, искусственно созданные пруды. Почвы на территории поселения подзолистые и серые лесные, суглинистые.
Территория поселения расположена в зоне хвойных и смешанных лесов.

## История
Постановлением Правительства Российской Федерации от 6 июля 1999 года Свинчусский сельский округ переименован в Борковский сельский округ.
Борковское сельское поселение образовано в результате муниципальной реформы 2006 г. на территории Борковского сельского округа (центр Борки) — с возложением административного управления на село Борки.
Образование и административное устройство сельского поселения определяются законом Рязанской области от 07.10.2004 № 102-ОЗ.
Границы сельского поселения определяются законом Рязанской области от 28.12.2007 № 240-ОЗ.

## Население
| 2010 | 2012  | 2013  | 2014  | 2015  | 2016  | 2017  | 2018  | 2019 |
| ---- | ----- | ----- | ----- | ----- | ----- | ----- | ----- | ---- |
| 1112 | ↘1086 | ↗1094 | ↘1074 | ↘1062 | ↘1042 | ↘1030 | ↘1010 | ↘979 |
| 2020 | 2021  |       |       |       |       |       |       |      |
| ↘957 | ↘946  |       |       |       |       |       |       |      |

## Состав сельского поселения
| № | Населённый пункт | Тип населённого пункта       | Население |
| - | ---------------- | ---------------------------- | --------- |
| 1 | Борки            | село, административный центр | ↘724      |
| 2 | Копаново         | село                         | ↘42       |
| 3 | Полевой          | посёлок                      | 0         |
| 4 | Свинчус          | село                         | ↘313      |
| 5 | Симакино         | деревня                      | ↘33       |

## Местное самоуправление
Главы сельского поселения
- с 8.09.2013 года — Тамара Михайловна Лагода[1]

Главы администрации
- с 2023 года — и. о. Наталья Васильевна Никифорова

## Экономика
По данным на 2015/2016 г. на территории Борковского сельского поселения Шиловского района Рязанской области расположена:
1. Увязовская промплощадка Касимовского управления подземного хранения газа (УПХГ).

Реализацию товаров и услуг осуществляют 1 павильон, 5 магазинов, 1 предприятие общественного питания и 1 парикмахерская.

## Социальная инфраструктура
На территории Борковского сельского поселения действуют: отделение Сбербанка РФ, отделение почтовой связи, врачебная амбулатория и фельдшерско-акушерский пункт (ФАП), Борковская средняя и Свинчусская начальная (филиал Борковской СОШ) общеобразовательные школы, детский сад, 2 Дома культуры и 2 библиотеки.

## Транспорт
Основные грузо- и пассажироперевозки осуществляются автомобильным транспортом: через территорию поселения проходит автомобильная дорога регионального значения Р125: «Ряжск — Касимов — Нижний Новгород».